# Kováčová (powiat Zwoleń)
Kováčová – wieś (obec) na Słowacji położona w kraju bańskobystrzyckim, w powiecie Zwoleń. Pierwsze wzmianki o miejscowości pochodzą z roku 1254.
Według danych z dnia 31 grudnia 2012, wieś zamieszkiwało 1529 osób, w tym 766 kobiet i 763 mężczyzn.
W 2001 roku rozkład populacji względem narodowości i przynależności etnicznej wyglądał następująco:
- Słowacy – 98,16%
- Czesi – 0,82%
- Rusini – 0,07%
- Ukraińcy – 0,14%
- Węgrzy – 0,48%

Ze względu na wyznawaną religię struktura mieszkańców kształtowała się w 2001 roku następująco:
- Katolicy rzymscy – 61,69%
- Grekokatolicy – 0,75%
- Ewangelicy – 19,97%
- Prawosławni – 0,14%
- Ateiści – 14,72%
- Przedstawiciele innych wyznań – 0,07%
- Nie podano – 1,7%